# Aeropuerto de Sucúa
El Aeropuerto de Sucúa (IATA: SUQ, ICAO: SESC) fue un aeropuerto que sirvió a la ciudad de Sucúa en la provincia de Morona-Santiago, Ecuador.

## Historia
El aeropuerto de Sucúa se construyó a mediados de 1947, con la ayuda del misionero Miguel Fike quien llegó a estos lugares en 1928 para trabajar por el bienestar del cantón Sucúa. Después se amplió el aeropuerto para que pudieran ingresar aviones de mayor envergadura que no solo transportarían pasajeros, sino que sirvió para el transporte de maquinaria para la construcción de la carretera que unió Sucúa y los demás pueblos de la provincia (Macas, Méndez, Limón), con la provincia de Azuay.
La desaparecida Transportes Aéreos Orientales (TAO) operó vuelos de carga, chárter y correo en Sucúa durante su existencia (1949-2012). También la extinta aerolínea estatal TAME comenzó sus operaciones en este aeropuerto el mismo año de la fundación de le empresa, en 1962, con vuelos hacia el Antiguo Aeropuerto Internacional Mariscal Sucre de Quito, operando con Douglas DC-3.
En la actualidad, la pista de aterrizaje ha sido reconvertida en un parque (inaugurado en 2020) y los vuelos ocasionales fueron desviados al mejor equipado Aeropuerto Coronel Edmundo Carvajal de Macas, que se encuentra a 26,5 km.